# Robert Gys
Pour les articles homonymes, voir Gys.
Robert Gys est un chef décorateur français, né le 22 septembre 1901 à Asnières-sur-Seine (Hauts-de-Seine) et mort le 22 novembre 1976 à Cagnes-sur-Mer (Alpes-Maritimes).

## Biographie

### Origines
Robert Gys naît sous le nom d"état civil de Robert Albert Eugène Gigault le 22 septembre 1901 à Asnières-sur-Seine (à l'époque dans le département de la Seine),,.

### Carrière
Robert Gys participe à la décoration de nombreux films français de la période du cinéma muet à partir de 1924 jusqu'au cinéma du début des années 1960, avec seulement un ralentissement pendant l'Occupation.

### Vie privée
Robert Gys épouse Jacqueline Rosette Marie Lenoir, journaliste de 19 ans, le 17 septembre 1931 à Paris 10e, dont il divorce le 20 juin 1934. Le producteur Jacques de Baroncelli est un des témoins du mariage de 1931.
Robert Gys épouse en secondes noces Andrée Marie Yvonne Flaus, le 6 décembre 1946 à Paris 16e. La comédienne Gisèle Cadadesus, sociétaire de la Comédie-Française est un des témoins du mariage.

### Mort
Robert Gys meurt le 22 novembre 1976 à Cagnes-sur-Mer (Alpes-Maritimes).

## Filmographie
- 1924 : La Cité foudroyée de Luitz-Morat
- 1925 : L'Épervier de Robert Boudrioz
- 1925 : Le Fantôme du Moulin-Rouge de René Clair
- 1925 : Veille d'armes de Jacques de Baroncelli
- 1927 : Feu ! de Jacques de Baroncelli
- 1928 : Le Duel de Jacques de Baroncelli
- 1928 : L'Occident, de Henri Fescourt
- 1929 : Quartier Latin de Augusto Genina
- 1929 : La Femme et le Pantin de Jacques de Baroncelli
- 1929 : La Tentation de René Barberis et René Leprince
- 1930 : L'Arlésienne de Jacques de Baroncelli
- 1930 : L'Enfant de l'amour de Marcel L'Herbier
- 1930 : Maison de danses de Maurice Tourneur
- 1930 : Prix de beauté d'Augusto Genina
- 1931 : Le Rêve de Jacques de Baroncelli
- 1931 : Je serai seule après minuit de Jacques de Baroncelli
- 1932 : Le Dernier Choc de Jacques de Baroncelli
- 1932 : Violettes impériales d'Henry Roussell
- 1932 : Baby de Pierre Billon
- 1933 : Prenez garde à la peinture d'Henri Chomette
- 1933 : Les Surprises du divorce de Jean Kemm
- 1933 : Le Barbier de Séville de Jean Kemm et Hubert Bourlon
- 1933 : La Maison du mystère de Gaston Roudès
- 1933 : Tire-au-flanc d'Henry Wulschleger
- 1934 : Madame Bovary de Jean Renoir
- 1934 : Le Secret d'une nuit de Félix Gandéra
- 1934 : L'Hôtel du libre échange de Marc Allégret
- 1934 : Cessez le feu de Jacques de Baroncelli
- 1934 : Le Calvaire de Cimiez de Jacques de Baroncelli et René Dallière
- 1934 : Le Scandale de Marcel L'Herbier
- 1934 : Sans famille de Marc Allégret
- 1935 : Le Billet de mille de Marc Didier
- 1935 : Le Roman d'un jeune homme pauvre d'Abel Gance
- 1935 : Jeunes Filles à marier de Jean Vallée
- 1935 : Pasteur de Sacha Guitry
- 1935 : Bonne Chance de Sacha Guitry
- 1935 : Les Mystères de Paris de Félix Gandéra
- 1935 : Son Excellence Antonin de Charles-Félix Tavano
- 1935 : La Route impériale de Marcel L'Herbier
- 1935 : Veille d'armes de Marcel L'Herbier
- 1935 : Divine de Max Ophüls
- 1936 : Jeunesse d'abord de Jean Stelli et Claude Heymann
- 1936 : Bichon de Fernand Rivers
- 1936 : Partie de campagne de Jean Renoir
- 1936 : Le Crime de monsieur Lange de Jean Renoir
- 1936 : La Dernière Valse de Leo Mittler
- 1936 : Les Hommes nouveaux de Marcel L'Herbier
- 1936 : Le Mot de Cambronne de Sacha Guitry
- 1937 : Faisons un rêve de Sacha Guitry
- 1937 : Les Dégourdis de la 11e de Christian-Jaque
- 1937 : Boissière de Fernand Rivers
- 1937 : Tamara la complaisante de Jean Delannoy et Félix Gandéra
- 1937 : Double Crime sur la ligne Maginot de Félix Gandéra
- 1937 : La Fessée de Pierre Caron
- 1937 : Forfaiture de Marcel L'Herbier
- 1938 : Chéri-Bibi de Léon Mathot
- 1938 : Le Révolté de Léon Mathot et Robert Bibal
- 1938 : L'Affaire Lafarge de Pierre Chenal
- 1938 : Alerte en Méditerranée de Léo Joannon
- 1939 : Rappel immédiat de Léon Mathot
- 1939 : Le Bois sacré de Léon Mathot
- 1939 : Le Veau gras de Serge de Poligny
- 1940 : L'Homme du Niger de Jacques de Baroncelli
- 1940 : L'Empreinte du dieu de Léonide Moguy
- 1940 : Le Grand Élan de Christian-Jaque
- 1941 : Ceux du ciel d'Yvan Noé
- 1941 : Histoire de rire de Marcel L'Herbier
- 1943 : Voyage sans espoir de Christian-Jaque
- 1944 : Le Diable au collège (Il Diavolo va in collegio) de Jean Boyer
- 1945 : Carmen de Christian-Jaque
- 1945 : Sortilèges de Christian-Jaque
- 1945 : Seul dans la nuit de Christian Stengel
- 1946 : Le Pays sans étoiles de Georges Lacombe
- 1946 : Un ami viendra ce soir de Raymond Bernard
- 1946 : La Tentation de Barbizon de Jean Stelli
- 1946 : Adieu chérie de Raymond Bernard
- 1946 : Amours, Délices et Orgues d'André Berthomieu
- 1947 : Copie conforme de Jean Dréville
- 1948 : D'homme à hommes de Christian-Jaque
- 1948 : La Figure de proue de Christian Stengel
- 1948 : La Révoltée
- 1949 : Singoalla
- 1950 : Ballerina
- 1950 : Souvenirs perdus
- 1951 : Le Cap de l'Espérance
- 1952 : Fanfan la Tulipe
- 1952 : Le Jugement de Dieu
- 1952 : Adorables Créatures
- 1953 : Grand Gala ou Aventure au Maroc
- 1953 : Quand tu liras cette lettre
- 1953 : Lucrèce Borgia
- 1954 : Le Chevalier de la nuit
- 1954 : Madame du Barry
- 1954 : La Belle Otero (La Bella Otero)
- 1955 : Nana de Christian-Jaque
- 1956 : Voici le temps des assassins de Julien Duvivier
- 1956 : Si tous les gars du monde
- 1957 : Typhon sur Nagasaki
- 1957 : Nathalie de Christian-Jaque
- 1958 : Échec au porteur
- 1959 : Le Petit Prof
- 1959 : Croquemitoufle
- 1960 : La Française et l'Amour, sketch Le Divorce de Christian-Jaque
- 1961 : La Menace de Gérard Oury